# 羅爾巴赫河 (約薩河支流)
50°15′36.33″N 9°32′49.26″E / 50.2600917°N 9.5470167°E

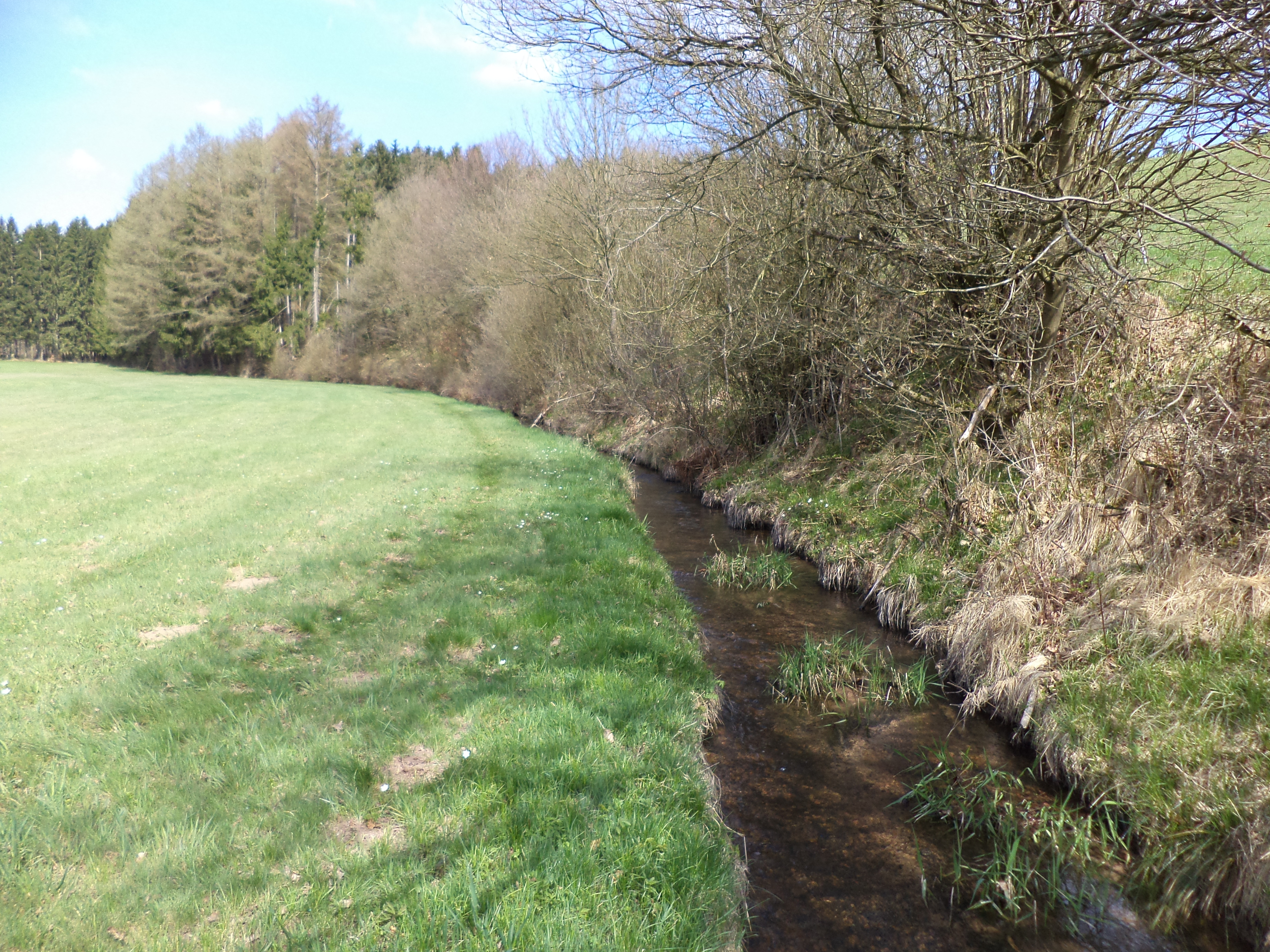

羅爾巴赫河（德語：Rohrbach），是德國的河流，位於該國中部，由黑森州負責管轄，屬於約薩河的左支流，流經美因-金齊希縣，河道全長7.6公里，流域面積8.8平方公里。